# Opowieść o dwóch siostrach
Opowieść o dwóch siostrach (Hangul: 장화, 홍련 Janghwa, hongryeon) – południowokoreański film z 2003 roku. Jest to horror psychologiczny produkcji B.O.M. Film Productions Co. Reżyserem i scenarzystą jest Kim Jee-woon. Film opiera się na motywach starokoreańskiej legendy, za czasów dynastii Joseon. Na opowieści Janghwa Hongryeon jeon, która doczekała się kilku adaptacji. Film trwa godzinę i 55 minut.

## Fabuła
Film budzi podobne skojarzenia do klimatu baśni braci Grimm.
Dwie siostry wracają do domu rodzinnego po długotrwałym leczeniu w szpitalu psychiatrycznym, po samobójczej śmierci rodzonej matki. Macocha źle je traktuje, a ich ojciec całkowicie Jej uległ. Wkrótce w domu zaczną się wydarzać nadprzyrodzone zjawiska.

## Główne role
Źródło.
- Im Soo-jung -Bae Su-mi
- Moon Geun-young – Bae Su-yeon
- Yum Jung-ah -Heo Eun-joo (macocha)
- Kim Kap-soo – Bae Moo-hyeon
- Lee Seung-bi – Mi-hee (Eun-joo’s sister in law)
- Lee Dae-yeon – lekarz
- Park Mi-hyun Mrs Bae (matka)
- Woo Ki-hong (brat macochy)
- Kap-su Kim-ojciec